# Hear in the Now Frontier
Hear in the Now Frontier est le 7e album studio du groupe Queensrÿche sorti en 1997.

## Chansons de l'album
1. Sign of the Times (DeGarmo) – 3:33
2. Cuckoo's Nest (DeGarmo) – 3:59
3. Get a Life (DeGarmo/Tate) – 3:39
4. The Voice Inside (DeGarmo/Tate) – 3:48
5. Some People Fly (DeGarmo) – 5:17
6. Saved (DeGarmo/Tate) – 4:09
7. You (DeGarmo/Tate) – 3:54
8. Hero (DeGarmo) – 5:25
9. Miles Away (DeGarmo) – 4:32
10. Reach (Tate/Wilton) – 3:30
11. All I Want (DeGarmo) – 4:06
12. Hit the Black (DeGarmo/Jackson) – 3:36
13. Anytime / Anywhere (DeGarmo/Jackson/Tate) – 2:54
14. sp00L (DeGarmo/Tate) – 4:53

### 2003 réédition
1. Chasing Blue Sky – 3:41
2. Silent Lucidity (Live - MTV Unplugged) – 5:24
3. The Killing Words (Live - MTV Unplugged) – 3:52
4. I Will Remember (Live - MTV Unplugged) – 4:01